# Lindrit Kamberi
Lindrit Kamberi (* 7. Oktober 1999 in Zürich) ist ein schweizerisch-kosovarischer Fussballspieler.

## Karriere

### Verein
Kamberi begann das Fussballspielen beim FC Volketswil und beim FC Zürich-Oberland, bevor er in die Jugend des FC Zürich wechselte. Zur Saison 2017/18 wurde er in das feste Kader der zweiten Mannschaft befördert. Er gab sein Debüt in der drittklassigen Promotion League am 16. August 2017 (3. Spieltag) beim 2:2 gegen den SC Kriens. Bis Saisonende kam er zu 16 Einsätzen, wobei er vier Tore erzielte.
2018/19 avancierte Kamberi zum Stammspieler des FCZ II und absolvierte bis zum Ende der Spielzeit 28 Partien in der Promotion League, in denen er fünf Tore schoss und dabei in dreizehn Spielen als Mannschaftskapitän fungierte.
Zur Saison 2019/20 wurde er an den Zweitligisten FC Wil ausgeliehen. Er debütierte in der Challenge League am 20. Juli 2019 (1. Spieltag) beim 1:0 gegen den FC Chiasso. Bis Saisonende kam er zu 33 Spielen in der Challenge League und zwei im Schweizer Cup, in dem der Verein in der 2. Runde gegen den FC Zürich ausschied.
2020/21 folgte eine Leihe zum FC Winterthur. Bis März 2021 absolvierte er 26 Spiele für den FCW in der Challenge League (ein Tor) und zwei im Schweizer Cup, bevor die Leihe vorzeitig beendet wurde und er zum FCZ zurückkehrte. Sein Debüt in der Super League, der höchsten Schweizer Spielklasse, gab er am 25. April 2021 (31. Spieltag) beim 1:3 gegen den FC Luzern, als er in der 84. Minute für Nathan in die Partie kam. Er wurde in der Saison 2021/2022 mit dem FC Zürich Schweizer Meister.

### Nationalmannschaft
Kamberi absolvierte insgesamt sieben Spiele für die Schweizer U-19 und U-20-Nationalmannschaft.